# Alberto Radius
Alberto Radius, né à Rome le 1er juin 1942 et mort à San Colombano al Lambro le 16 février 2023, est un guitariste, chanteur et producteur de musique italien. 
Outre sa carrière solo, il est connu en tant que membre du groupe Formula 3 et pour sa collaboration avec des artistes comme Lucio Battisti et Franco Battiato.

## Biographie
Né à Rome, Alberto Radius commence à se produire à la fin des années 1950 comme guitariste dans le groupe local White Booster. Après des expériences avec l'orchestre de Mario Perrone et avec le groupe I Campanino, il entre brièvement dans le groupe I Quelli (rebaptisé par la suite Premiata Forneria Marconi (PFM)), remplaçant Franco Mussida pendant son service militaire,.
En 1969, avec Gabriele Lorenzi et Toni Cicco, Radius forme le groupe Formula 3 avec lequel, sous la production de Lucio Battisti, il connaît le succès,. Il devient également collaborateur de Battisti, servant de guitariste dans la plupart de ses œuvres de l'époque. En 1972, il fait ses débuts en solo avec l'album « Radius », qui comprend les prestations de musiciens de renom, dont Demetrio Stratos, Vince Tempera et ses anciens camarades de Premiata Forneria Marconi, Franz Di Cioccio et Giorgio Piazza.
Après la dissolution de Formula 3 en 1974, Radius fait partie de l'éphémère projet musical de rock progressif Il Volo et, à partir de 1976, il reprend une carrière solo,. En 1978, il ouvre son studio d'enregistrement, Studio Radius et commence à collaborer avec d'autres artistes en tant que compositeur et producteur de disques. Entre la fin des années 1970 et le début des années 1980, il collabore avec Franco Battiato et des artistes produits à l'époque par Battiato tels que Milva, Alice et Giuni Russo. En 1980, il coécrit et enregistre la chanson disco Wojtyla Disco Dance, sous le nom de Freddy The Flying Dutchman,.
Dans la seconde moitié des années 1980, Radius forme le groupe Cantautores avec lequel il sort deux albums et sert de « groupe de scène » dans des émissions de télévision ; en 1990, il rejoint les retrouvailles de la Formule 3,.
Sa dernière apparition publique à lieu au festival de Sanremo 2021 aux côtés de Coma Cose.
Alberto Radius est mort le 16 février 2023 à l'âge de 80 ans.

## Discographie
- 1972 – Radius  , ZSLN 55153
- 1976 – Che cosa sei CBS, 81476
- 1977 – Carta straccia
- 1979 – America Good-Bye CGD, 20122
- 1981 – Leggende CGD, 20236
- 1982 – Gente di Dublino CGD, 20333
- 1985 – Elena e il gatto (Panarecord, 33328)
- 1987 – Frammenti di Alberto Radius (anthologie)
- 2004 – Please My Guitar (COM 151)
- 2013 – Banca d'Italia  (Videoradio/Self, VRCD 000835)
- 2015 – ....una sera con Lucio (Videoradio/Self)
- 2017 – Antichi amori (PLAYaudio)
- 1976 – Che cosa sei?/Il respiro di Laura (CBS, 4529)
- 1977 – Nel ghetto/Pensami (CGD, 10004)
- 1979 – Poliziotto/Coccodrilli bianchi (CGD, YD 538)

### AvecFormula 3
- Dies irae
- Formula 3
- Sognando e risognando
- La grande casa
- 1990
- King Kong
- Frammenti Rosa
- La casa dell'imperatore
- 25 anni di Lucio Battisti visti da noi
- La folle corsa